# داکین متیوز
داکین متیوز (انگلیسی: Dakin Matthews؛ زادهٔ ۷ نوامبر ۱۹۴۰) یک هنرپیشه اهل ایالات متحده آمریکا است. وی از سال ۱۹۶۵ میلادی تاکنون مشغول فعالیت بوده‌است.
،

## گزیده فیلمشناسی
از فیلم‌ها یا برنامه‌های تلویزیونی که وی در آن نقش داشته‌است می‌توان به آثار زیر اشاره کرد.
- مثل پدر مثل پسر (فیلم ۱۹۸۷) (۱۹۸۷)
- دیوانه (۱۹۸۷)
- رکورد دائمی (فیلم) (۱۹۸۸)
- غروب آفتاب (فیلم) (۱۹۸۸)
- پاک و هوشیار (۱۹۸۸)
- دالاس (مجموعه تلویزیونی ۱۹۷۸) (۱۹۸۸)
- تماشاخانه آمریکایی (۱۹۸۹)
- بیکرهای شگفت‌انگیز (۱۹۸۹)
- همسر برادرم (۱۹۸۹)
- بازی بچگانه ۳ (۱۹۹۱)
- بلوز مخفی (۱۹۹۳)
- دما (۱۹۹۳)
- شاهدخت قو (۱۹۹۴)
- محاصره (فیلم ۱۹۹۸) (۱۹۹۸)
- سیزده روز (۲۰۰۰)
- دختران گیلمور (۲۰۰۰–۲۰۰۷)
- افسون‌شده (۲۰۰۲)
- وسوسه‌های مبارزه (۲۰۰۳)
- کدبانوهای وامانده (۲۰۰۴–۲۰۱۲)
- پارک‌ها و تفریحات (۲۰۱۰)
- شهامت واقعی (فیلم ۲۰۱۰) (۲۰۱۰)
- عقاب (۲۰۱۱)
- دو مرد و نصفی (۲۰۱۱)
- لینکلن (فیلم ۲۰۱۲) (۲۰۱۲)
- تئوری بیگ بنگ (۲۰۱۲)
- پل جاسوس‌ها (۲۰۱۵)
- دختران گیلمور: یک سال در زندگی (۲۰۱۶)